# Штельбаумс, Вера Ефремовна
Вера Ефремовна Штельбаумс (латыш. Vera Štelbaums, урождённая Селина; род. 24 апреля 1937 года, Омск) — советский и российский профессиональный тренер по художественной гимнастике. Заслуженный мастер спорта СССР, заслуженный тренер России, заслуженный работник физической культуры Российской Федерации, кавалер орденов Дружбы и Почета. Стала членом Президиума Всероссийской федерации художественной гимнастики, директором Омского областного центра художественной гимнастики.

## Биография
В юности работала на заводе и параллельно училась в вечерней школе. В 1959 году поступила в Омский институт физкультуры, где познакомилась со своим будущим мужем — конькобежцем Николаем Штельбаумсом.
В апреле 1961 стала тренером детской спортивной школы областного совета ДСО «Труд».
Обладает почетным званием Заслуженного тренера России. Среди спортсменок, с которыми она работала — первая в истории двукратная олимпийская чемпионка в индивидуальном многоборье Евгения Канаева, многократная чемпионка мира и Европы Ирина Чащина, чемпионка Европы в групповых упражнениях Татьяна Решетникова и чемпионка мира Наталья Пуусеп.
Стала членом президиума Всероссийской федерации художественной гимнастики и возглавила Омский областной центр художественной гимнастики.
В 2012 году была удостоена спортивной губернаторской премии «Доблесть» в номинации «Лучший тренер» Омской области.
Региональный общественный Фонд «Духовное наследие» в 2013 году выпустил книгу-альбом «Вера» о Вере Штельбаумс. Издание основано на личных архивах Веры Штельбаумс, Елены Арайс и доцента кафедры режиссуры СибГУФК Ирины Леванчуковой. Было выпущено 500 экземпляров, которые распространялись среди муниципальных и областных библиотек.
Летом 2016 года была удостоена звания «Почетный гражданин Омска» накануне празднования 300-летия города. 28 сентября 2016 года состоялась церемония вручения атрибутов почётного гражданина Омска.

## Семья
- Отец — Ефрем Поликарпович Селин — советский солдат, погибший в боях под Москвой 22 октября 1941 года[1][2][13].
- Мать — Анна Антоновна Великая[2].
- Муж — советский конькобежец Николай Николаевич Штельбаумс.
- Дочь — Елена Николаевна Арайс, заслуженный тренер России по художественной гимнастике[14].

## Известные воспитанницы
- Ирина Чащина
- Евгения Канаева
- Ксения Дудкина[15]
- Вера Бирюкова[8][16]
- Мария Титова[17]
- Зарина Гизикова
- Софья Скоморох[17]
- Анастасия Шибаева
- Светлана Путинцева
- Татьяна Решетникова[17]
- Кристина Дынина
- Наталья Решетникова
- Наталья Пуусеп[16]